# Landesarbeitsgericht Weimar
Das Landesarbeitsgericht Weimar war von 1934 bis 1945 ein Landesarbeitsgericht mit Sitz in Weimar.

## Geschichte
Das Landesarbeitsgericht Jena wurde zum 1. November 1934 als Landesarbeitsgericht Weimar nach Weimar verlegt.
Nach der Besetzung Deutschlands durch die Alliierten wurden 1945 zunächst alle Gerichte geschlossen. Die ordentlichen Gerichte wurden schon bald wieder eröffnet, während die Arbeitsgerichte zunächst außer in Hamburg nicht wieder eingerichtet wurden, so dass arbeitsgerichtliche Streitigkeiten von den ordentlichen Gerichten erledigt werden mussten. Gemäß Kontrollratsgesetz 21 sollten in Deutschland Arbeitsgerichte aufgebaut werden. Das Landesarbeitsgericht Weimar wurde aber nicht wieder eröffnet. Seine Rolle erhielt das Thüringer Landesarbeitsgericht in Erfurt.